# Pholidoscelis alboguttatus
Pholidoscelis alboguttatus (монійська амейва) — вид ящірок родини теїдових (Teiidae). Ендемік Пуерто-Рико.

## Поширення і екологія
Монійські амейви є ендеміками острова Мона, розташованого на захід від Пуерто-Рико. Вони живуть в сухих тропічних лісах, на узліссях, в колючих катусових і чагарникових заростях, трапляються на казуарінових плантаціях, в тріщинах серед скель. Живляться комахами, равликами, дрібними ящірками Anolis monensis і насінням.